# Rhagonycha elongata
Rhagonycha elongata är en skalbaggsart som först beskrevs av Carl Fredrik Fallén 1807.  Rhagonycha elongata ingår i släktet Rhagonycha, och familjen flugbaggar. Arten är reproducerande i Sverige.